# Friedrich Neblung
Friedrich Neblung (* 27. Juni 1860 in Bendeleben; † 27. Februar 1929 in Velbert) war ein deutscher Konstrukteur der ersten Automaten zur Produktion von technischen Federn in Deutschland.

## Leben
Friedrich Neblung wurde in Bendeleben im damaligen Fürstentum Schwarzburg-Sondershausen geboren. Nach der Wanderschaft als Handwerker ließ er sich ab 1. Januar 1886 dauerhaft in Velbert, Rheinland, nieder und gründete dort mit der Eintragung ins Handelsregister am 4. April 1908 ein Metallwaren-Unternehmen.

## Wirken
Die Anfertigung von  Schlossfedern wurde bis zum Ende des 19. Jahrhunderts zeitraubend und ungenau mit sogenannten „Federhexen“ ausgeführt. „Federhexen“ waren auf einem Schlitten befestigte Biegeapparate, die durch Handhebel betätigt werden mussten, um dem Rohmaterial die erforderliche Form zu verleihen. 1889 glückte es ihm erstmals, formgerechte Franzefedern auf einer zunächst aus Holz gefertigten Maschine herzustellen. Am 16. Juli 1898 meldete er seine Erfindung zum Reichspatent an, das am 3. Mai 1900 erteilt wurde. Am 13. April 1901 konnte er den ersten Auftrag zur Anfertigung von Franzefedern für 2,5-Zoll-umzogene Schlösser ausführen. Neben den Franzefedernmaschinen entwickelte Neblung zahlreiche weitere Automaten u. a. zur Herstellung von Rollfedern für Tür- und von sogenannten „Kneifenfedern“ für Vorhang- und Möbelschlösser.